# Niels Drustrup
Niels Drustrup (Sindal, 17 ottobre 1876 – Bridgeton, 15 marzo 1957) è stato un militare statunitense, insignito della Medal of Honor e della Navy Cross nel corso della prima guerra mondiale.

## Biografia

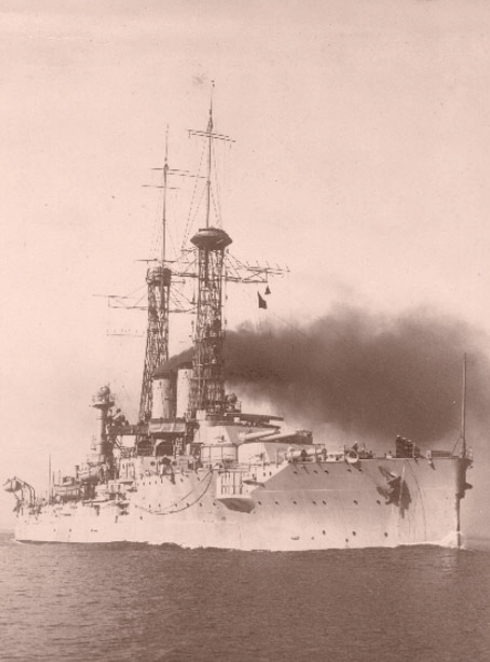
La nave da battaglia Utah.

Nacque il 17 ottobre 1976 a Sindal, in Danimarca. Immigrato negli Stati Uniti d'America si arruolò nell'US Navy il 6 febbraio 1900. Assegnato alla nave da battaglia Utah, all'inizio del 1914, durante la rivoluzione messicana, gli Stati Uniti d'America decisero di intervenire nei combattimenti. Mentre il 16 aprile era in rotta verso il Messico, alla Utah fu ordinato di intercettare il piroscafo battente bandiera tedesca SS Ypiranga, che trasportava armi al dittatore messicano Victoriano Huerta. L'arrivo dell'Ypiranga a Veracruz spinse gli Stati Uniti a occupare la città; la Utah e la gemella Florida furono le prime navi americane sulla scena. Le due navi sbarcarono un contingente combinato di mille Marines e Bluejackets per iniziare l'occupazione della città il 21 aprile. Il suo battaglione, 17 ufficiali e 367 marinai al comando del tenente Guy W. S. Castle, così come la sua guardia di fanteria, che faceva parte della improvvisata Prima Brigata di Fanteria, composta da distaccamenti di fanteria di altre navi giunte per dimostrare la determinazione americana. Nei tre giorni successivi, i Marines combatterono i ribelli in città e subirono 94 morti, uccidendo in cambio centinaia di messicani. Per il suo coraggio dimostrato nei combattimenti contro le forze messicane fu insignito della Medal of Honor. Dopo il servizio a Veracruz, gli fu concesso il grado di comandante di torretta. Dopo la fine della Grande Guerra assunse il comando del dragamine Grebe. Dal 9 luglio 1919 al 1° ottobre, il Grebe, di base a Kirkwall, nelle isole Orcadi, fece parte di una flottiglia di dragamine impegnata nella bonifica del Mare del Nord dalle mine posate dagli Alleati durante la prima guerra mondiale. Per questo fatto fu promosso tenente nell'agosto 1920 ed insignito della Navy Cross. Tra il 1924 e il 1 gennaio 1925 fu comandante del dragamine Owl. Si ritirò dal servizio attivo nel 1930. Si spense a Bridgeton, Pennsylvania, il 17 marzo 1957 e la salma fu poi tumulata nel Cimitero nazionale di Arlington.

### Annotazioni
1. ↑  Nei combattimenti che seguirono, in cui si distinsero gli uomini del battaglione di marinai della Utah, sette di loro furono insigniti della Medal of Honor. Tra questi sette vi erano il tenente Castle, comandante di battaglione; i comandanti di compagnia Oscar C. Badger e Paul F. Foster; il comandanti di torretta Niels Drustrup e Abraham Desomer, comandanti di sezione; il capo cannoniere George Bradley; e il nostromo Henry N. Nickerson.

### Fonti
1. 1 2 3 4 5 6 7  Victoria Corss Online.
2. 1 2 3 4  Valor Military Times.
3. 1 2 3  Naval History and Heritage Command.
4. ↑  Gardiner 1985, p. 114.
5. ↑  USS Utah.
6. 1 2  Dreadnoughtproject.